# Ignatius-Brechnuss

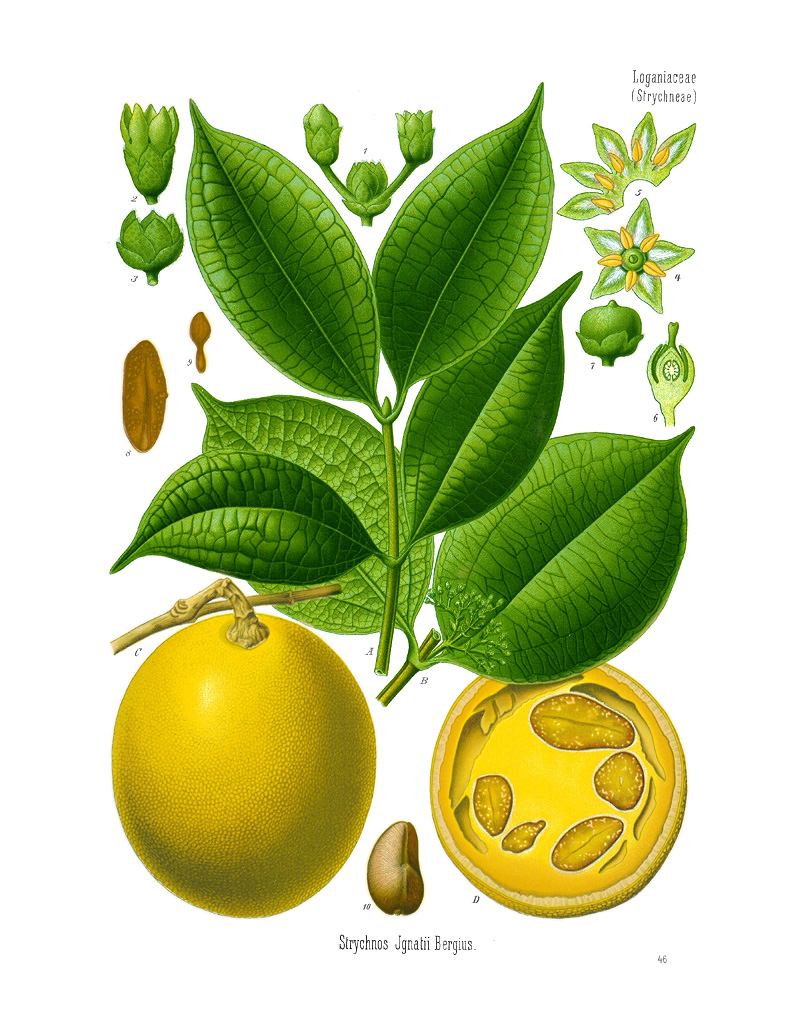
Ignatius-Brechnuss (Strychnos ignatii), Illustration

Die Ignatius-Brechnuss, auch Ignatiusbohne oder Ignatius-Bohnenbaum (Strychnos ignatii) ist eine Pflanzenart, die zur Familie der Brechnussgewächse (Loganiaceae) gehört. Der Same wird auch Ignazbohne, Bittere Fiebernuss, Semen ignatii, St.-Ignaz-Bohne (englisch: Ignatius bean) genannt. Sämtliche Pflanzenteile enthalten die stark giftigen Indolalkaloide Strychnin und Brucin.

## Vorkommen
Die Art hat ihre natürliche Verbreitung in tropischen Gebieten: in den chinesischen Provinzen: Guangdong, Guangxi, Hainan, Yunnan; in Thailand, Vietnam, Indonesien: Java, Sumatra und Kalimantan; Malaysia und den Philippinen. Sie liebt sandige Böden und offene Wälder auf Kalkstein und steigt vom Tiefland bis in Höhenlagen von 1500 Meter. Manchmal wächst der Ignatius-Bohnenbaum auch entlang an Flussläufen. Diese Baumart ist durch die einheimische Holzindustrie stark gefährdet.

## Beschreibung

### Vegetative Merkmale
Es ist eine tropische Schlingpflanze, die als dornlose Liane Wuchshöhen von bis zu 20 m erreicht. Die gegenständigen, kurz gestielten, einfachen Laubblätter sind ganzrandig. Die glänzende, ledrige Lamina ist spitz bis zugespitzt oder geschwänzt und eiförmig bis elliptisch und etwa 6–17 × 3,5–7 cm groß. Die Nervatur ist dreizählig.

### Generative Merkmale
In der Blütezeit von April bis Juni hat die Pflanze Blütenstände in Form von Thyrsen, die zehn- bis zwanzigblütig sind. Die zwittrigen, stark duftenden Blüten sind fünfzählig. Die fünf grünlichen und außen behaarten, kurzen Kelchblätter sind aufrecht. Es sind zwei Deckblätter vorhanden. Die fünf gelblichen Kronblätter sind zu einer kurzen, etwa kelchlangen Kronröhre verwachsen, die Kronlappen sind aufrecht.
Die bitteren Früchte sind bis 10–12 cm große, goldgelbe oder orange-gelbe, glatte Beeren mit einer dünnen, leicht zerbrechlichen, harten, trockenen Schale. Die Früchte enthalten eingebettet im gelblichen, gallertartigen Fruchtfleisch etwa 15–20 matt gräulich bis bräunliche, schwärzliche, olivengroße Ignatiusbohnen (= Samen), welche mit hellen, angepressten Haaren bedeckt sind. Später sind die Haare mit der sehr dünnen Samenschale zumeist abgerieben und nur schwer zu erkennen. Die schweren, kieselstein-ähnlichen, im Umriss eiförmigen, elliptisch bis rundlichen, abgerundeten bis unregelmäßig-eckigen und stumpfkantigen, teils abgeflachten, sehr giftigen Samen sind hart wie Stein und etwa 2–3 × 1,5–2,5 cm groß.
Anmerkung: Die Beschreibung bezieht sich auf die Illustration in Köhler’s Medizinal-Pflanzen, Vol. 3, T. 46, 1890, dies ist eine Pflanze mit kurzer Kronröhre bei den Blüten und dreizähliger Blattnervatur, es ist aber nicht klar, ob es denn diese Pflanze überhaupt ist. In Hookers Icons Plantarum, 1892 wird erstens eine Pflanze mit stieltellerförmigen Blüten mit längerer Kronröhre beschrieben, wie auch in der Flora of China, als auch eine mit einer kürzeren. Weiter nicht ganz klar ist die Blattnervatur, auch hier werden zwei verschiedene Blätter erwähnt; dreizählig oder gefiedert. Die Variante mit einer längeren Kronröhre wird im Bulletin of miscellaneous information (Royal Gardens, Kew) No. 7, 1911, zwar bestätigt, aber ganz klar ist es nicht. Was auch möglich ist das zwei verschiedene Strychnos-Arten die Ignatiusbohnen liefern.

## Systematik
Die heute anerkannte Erstbeschreibung dieser Art unter dem Taxon Strychnos ignatii durch den schwedischen Botaniker Peter Jonas Bergius wurde 1778 veröffentlicht. Das Artepitheton ignatii wurde zu Ehren des spanischen Priesters Ignatius von Loyola gewählt. Synonyme für die Art sind:
- Ignatia amara L.f.
- Ignatiana philippinica Loureiro
- Strychnos hainanensis Merrill & Chun
- Strychnos ovalifolia Wallich ex G.Don.
- Strychnos tieute Lesch

Diese Art wurde von Linne Fil. als Ignatia amara beschrieben, wobei irrtümlicherweise, die sehr langen, weißen Blüten einer Rubiaceae (Posoqueria longiflora Aubl. aus Guiana) und die Samen der Strychnos zusammengestellt wurden. Dieser Fehler erscheint bis Ende des 19. Jh. in diversen Schriften und Illustrationen.

## Wichtige Inhaltsstoffe und Wirkung
Je nach geographischer Herkunft können die Inhaltsstoffe in der Zusammensetzung variieren. Die Samen sind sehr bitter und enthalten als wesentliche Bestandteile die starken Nervengifte der Strychnos-Alkaloide; Strychnin und Brucin, sowie Icajin, Novacin, Vomicin u. a. Sie sind noch giftiger als die Samen der Gewöhnlichen Brechnuss. Bei starken Vergiftungen tritt der Tod durch Erstickung ein. In der Rinde und im Holz sind ebenfalls Strychnin und Brucin in geringerer Konzentration enthalten, in der Rinde ist Strychnin vorherrschend. Aus der jungen Wurzel und älterer Wurzelrinde kann ein Pfeilgift (Upas Tieuté) gewonnen werden.

## Kulturgeschichte
Im 17. Jahrhundert brachten die spanischen Jesuiten die Samen nach Europa. Diese Pflanzenart verdankt ihren Namen „Ignatius-Bohnenbaum“ dem spanischen Priester Ignatius von Loyola, welcher Begründer des  Jesuitenordens war. In Europa wurden die Inhaltsstoffe volksheilkundlich für Magenbeschwerden, Krämpfe, Lebererkrankungen, sowie für Milz- und Darmkrankheiten verabreicht. In der chinesischen Medizin fanden die Wirkstoffe gegen Spulwürmer, bei Vergiftungen, bei Schwertwunden und bei der Entbindung ihren Einsatz.